# آندریا پروکاچیو
آندریا پروکاچیو (انگلیسی: Andrea Procaccio؛ زادهٔ ۱۱ ژانویهٔ ۱۹۹۶) بازیکن فوتبال اهل ایتالیا است.